# フィリップ・カートレット

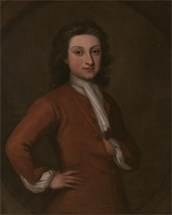
フィリップ・カートレット

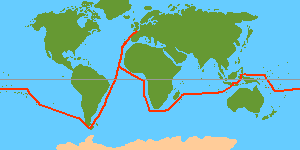
カートレットの探検航路(1766-1769)

トリニティ卿フィリップ・カートレット（Philipp Carteretまたは Philip Carteret、Philip de Carteret, Seigneur of Trinity 、1733年1月22日 - 1796年7月21日）はイギリス海軍将校、探検家である。世界周航航海を指揮した。

## 略歴
チャンネル諸島のジャージー島の貴族の家に生まれた。1747年にイギリス海軍に入った。ソールズベリー号に勤務、ジョン・バイロン船長のもとでの勤務、基地勤務などを経て、1764年から1766年の間に行われた、バイロンの率いるドルフィン号（HMS Dolphin）に士官として乗船し、世界周航航海に参加した。
引き続き行われた太平洋探検航海にスワロー号（HMS Swallow）の司令官に任命され、サミュエル・ウォリス率いるドルフィン号とともに、再び太平洋探検航海を行った。1766年4月22日に出航し、1766年12月に12月にマゼラン海峡を通過し、太平洋に出た。1767年4月にまで停泊した後、2隻の船は別の航路を取り、スワロー号は北西方向に進んだ。この航海で1767年2月にピトケアン諸島を発見し、発見した士官候補のロバート・ピトケアンの名をつけた。
その後もトゥアモトゥ諸島などを発見した後、ソロモン諸島のサンタクルーズ諸島に達し、パプアニューギニアを航海し、アタフ島(Duke of York Islands）などを発見した。モルッカ諸島、スラウェシ島の西岸を調査し、1767年12月からマカッサルに停泊した。1768年6月に航海は再開され、バタヴィア、喜望峰を経て、1769年にウォリスらに一年遅れて、イギリス南部のスピットヘッドに帰還した。
1771年にジャージー島の戻り戻り、トリニティ卿（seigneur of Trinity）となり、役人として働いた。1772年に医師の娘と結婚し一男一女をもうけた。海軍での新しい仕事はしばらくなく、1773年に航海報告、"An Account of the Voyages undertaken by Order of His Present Majesty ..." が出版された。1779年に進水したエンディミニオン号（HMS Endymion）の司令となり西インド諸島に航海した。1794年に少将補（Contre-amiral）として海軍を退役した。

## 日本語訳
- 「カートレット航海日誌」-『南太平洋発見航海記 南方大陸を求めて』
原田範行訳、岩波書店「シリーズ世界周航記1」、2007年
他にイギリス海軍軍人のジョン・バイロン、ジョージ・ロバートソンの航海日誌